# Christer Morales
Harald Christofer (Christer) Morales, född 17 februari 1919 i Stockholm, död 8 juni 2002, var en svensk meteorolog. Han var son till Olallo och Clary Morales och bror till Mona Morales-Schildt.
Efter studentexamen i Stockholm 1938 blev Morales filosofie kandidat vid Uppsala universitet 1949 och filosofie licentiat 1958. Han blev meteorolog vid SMHI 1945, statsmeteorolog 1958, förste statsmeteorolog 1959 och byrådirektör där 1967. Han var även TV-meteorolog 1959–1964. Han var förste assistent på meteorologiska institutionen vid Uppsala universitet 1953–1957. Han var ordförande i Svenska meteorologiska sällskapet 1959–1961 och deltog i de meteorologiska kongresserna i Bergen 1958, Turin 1959 och Helsingfors 1961.